# La bèstia (sèrie de televisió)
La Bèstia (títol original en anglès: The Beast) és una sèrie de televisió estatunidenca de 2009 que combina el drama i el crim protagonitzada per Patrick Swayze i Travis Fimmel. Es va estrenar a la cadena A & E Network el dijous 15 gener del 2009. El juny del mateix any es va anunciar la cancel·lació de la sèrie a causa del càncer de pàncrees que patia Swayze, qui va morir tres mesos després. La Bèstia va ser l'última sèrie de televisió que va realitzar l'actor.
La sèrie consta de tretze capítols en què es mostra la cara més sòrdida de la ciutat de Chicago. Actualitza el gènere policíac amb escenes d'acció i trames tèrboles que inclouen tràfic d'armes i de drogues, xarxes d'explotació sexual i corrupció política, a banda dels secrets que amaguen els protagonistes.
La Bèstia va ser doblada al català per Televisió de Catalunya, que la va emetre a TV3 l'any 2012.

## Trama
Barker és considerat el millor en la seva feina, però a Dove aviat li queda clar que l'estrès i els perills de treballar secretament fan impossibles les relacions normals. A mesura que es posen a prova en casos que els enfronten amb narcotraficants despietats, traficants d'armes perillosos, policies corruptes i assassins a sou mortífers, també combaten contra el seu propi secret. A Dove se li ha demanat que cooperi en una investigació de l'FBI sobre Barker, que és sospitós d'anar més enllà de les normes. Mentrestant, Barker investiga una conspiració dins del departament per protegir un grup d'agents que operen fora de la llei.

## Llista d'episodis
| Episodi # | Títol               | Dirigit per         | Escrit per                       | Data original d'emissió | Data d'estrena a TVC |
| --------- | ------------------- | ------------------- | -------------------------------- | ----------------------- | -------------------- |
| 1         | Pilot               | Michael Dinner      | Vicente Angell, William Rotko    | 15 gener 2009           | 12-abril-2012        |
| 2         | Two Choices         | Michael Dinner      | William L. Rotko                 | 22 gener 2009           | 19-abril-2012        |
| 3         | Nadia               | Christine Moore     | Vicente Angell                   | 29 gener 2009           | 26-abril-2012        |
| 4         | Infected            | John Badham         | Ray Hartung                      | 5 febrer 2009           | 3-maig-2012          |
| 5         | Bitsy Big-Boy       | Michael W. Watkins  | Vincent Angell                   | 12 de febrer de 2009    |                      |
| 6         | Hothead             | Sanford Bookstaver  | John Romano                      | 19 de febrer de 2009    |                      |
| 7         | Capone              | Ken Girotti         | Wendy West                       | 26 de febrer de 2009    |                      |
| 8         | Mercy               | Tom Verica          | Mark Goffman & William L. Rotko  | 5 de març de 2009       |                      |
| 9         | The Walk In         | Jeremiah S. Chechik | Mark Goffman                     | 19 de març de 2009      |                      |
| 10        | Tilt                | Charles Haid        | William L. Rotko, Keith Schreier | 26 de març de 2009      |                      |
| 11        | My Brother's Keeper | Lisa Niemi          | Vincent Angell & Wendy West      | 9 d'abril de 2009       |                      |
| 12        | Counterfeit         | Chris Leitch        | Mark Goffman & Ray Hartung       | 16 d'abril de 2009      |                      |
| 13        | No Turning Back     | Steve Shill         | Vincent Angell, William Rotko    | 23 d'abril de 2009      |                      |